# Susan Cain
Susan Horowitz Cain, född 20 mars 1968, är en amerikansk författare och föreläsare. Hon är bäst känd för boken Tyst – De introvertas betydelse i ett samhälle där alla hörs och syns där hon hävdar att introverta personer missförstås och undervärderas i den västerländska kulturen.